# Telopea (del av en befolkad plats i Australien)
Telopea är en del av en befolkad plats i Australien. Den ligger i kommunen Parramatta och delstaten New South Wales, i den sydöstra delen av landet, omkring 18 kilometer nordväst om delstatshuvudstaden Sydney. Antalet invånare är 5 177.
Runt Telopea är det mycket tätbefolkat, med 1 819 invånare per kvadratkilometer.. Närmaste större samhälle är Sydney, omkring 18 kilometer sydost om Telopea. 
Runt Telopea är det i huvudsak tätbebyggt. Genomsnittlig årsnederbörd är 1 380 millimeter. Den regnigaste månaden är februari, med i genomsnitt 200 mm nederbörd, och den torraste är juli, med 36 mm nederbörd.